# Tourotchak
Tourotchak (Турочак) est un village de 5250 habitants du nord de la république de l'Altaï en fédération de Russie qui est le chef-lieu administratif du raïon de Tourotchak. Il a été fondé en 1864.

## Géographie

### Situation

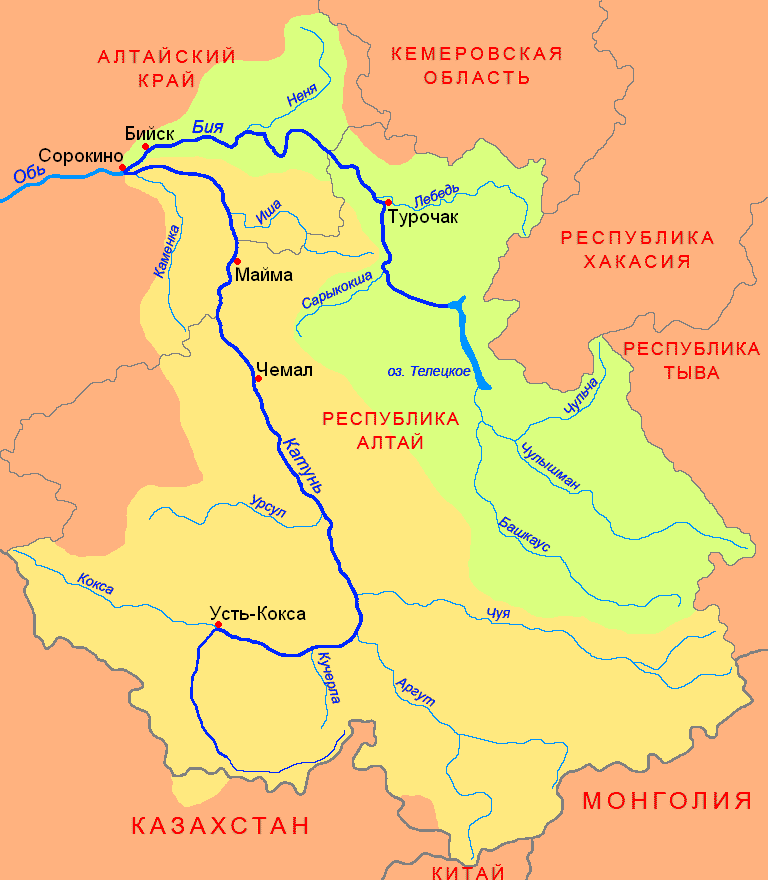
Tourotchak se trouve en haut à droite

Tourotchak se trouve à 190 km au sud-est de Biïsk et à 78 km au nord du village d'Artybach. La ville de Gorno-Altaïsk, capitale de la république de l'Altaï, se trouve à 150 km.
Le village est situé dans une vallée montagneuse entre la rivière Biïa et son affluent droit, la rivière Lebed.

### Localités limitrophes
Les localités limitrophes sont Lebedskoïe au nord, Stretinka à l'est et Sankine Aïl au sud.
|  | Lebedskoïe  |           |
|  | Tourotchak  | Stretinka |
|  | Sankine Aïl |           |

## Description
Le village possède une petite gare autoroutière, des magasins et un marché. Une nouvelle route ouverte en 2008 relie le village à Tachtagol dans l'oblast de Kemerovo.
Une salle d'exposition présente les productions de l'artisanat de la région et des artistes locaux.

## Climat
Les minimales moyennes observées en janvier  descendent à -24.7°C et les maximales moyennes en juillet montent à +25.9 °C.
| Mois                                | jan.  | fév.  | mars  | avril | mai  | juin | jui.  | août  | sep. | oct. | nov.  | déc.  | année |
| ----------------------------------- | ----- | ----- | ----- | ----- | ---- | ---- | ----- | ----- | ---- | ---- | ----- | ----- | ----- |
| Température minimale moyenne (°C)   | −24,7 | −23,2 | −15,1 | −4,4  | 3,1  | 8,8  | 11,9  | 9,8   | 3,7  | −2,6 | −13,5 | −21,7 | −5,8  |
| Température moyenne (°C)            | −17,8 | −14,7 | −6,3  | 2,9   | 11,1 | 16,4 | 18,8  | 16,1  | 10,1 | 2,3  | −8    | −15,4 | 1,1   |
| Température maximale moyenne (°C)   | −10,6 | −5,7  | 2,7   | 10,4  | 18,6 | 23,6 | 25,9  | 23,2  | 17,3 | 8,5  | −2,3  | −9,6  | 8,3   |
| Record de froid (°C)                | −50   | −47,8 | −41,1 | −37,2 | −8,9 | −10  | 0     | −1,1  | −9   | −25  | −46,1 | −47,8 | −50   |
| Record de chaleur (°C)              | 7,6   | 11,8  | 21,1  | 31,2  | 35,2 | 37   | 38,6  | 38,4  | 35   | 26   | 17    | 9,9   | 38,6  |
| Précipitations (mm)                 | 35,5  | 24,9  | 33    | 51,9  | 74,2 | 87,5 | 108,1 | 110,7 | 74,7 | 63   | 56,4  | 58    | 58    |
| Nombre de jours avec précipitations | 9,8   | 8,9   | 8,7   | 9,7   | 10,3 | 10,2 | 10,4  | 10,1  | 9    | 9,7  | 10    | 10,9  | 117,8 |

| Diagramme climatique                                  |               |            |              |             |             |               |              |             |           |               |             |
| J                                                     | F             | M          | A            | M           | J           | J             | A            | S           | O         | N             | D           |
| −10,6−24,735,5                                        | −5,7−23,224,9 | 2,7−15,133 | 10,4−4,451,9 | 18,63,174,2 | 23,68,887,5 | 25,911,9108,1 | 23,29,8110,7 | 17,33,774,7 | 8,5−2,663 | −2,3−13,556,4 | −9,6−21,758 |
| Moyennes : • Temp. maxi et mini °C • Précipitation mm |               |            |              |             |             |               |              |             |           |               |             |

## Démographie
Recensements (*) et estimations de la population,,,,:
| 1889 | 1893 | 1899 | 1904 | 1911 | 1926* | 1939* | 1959* |
| ---- | ---- | ---- | ---- | ---- | ----- | ----- | ----- |
| 115  | 244  | 129  | 172  | 77   | 306   | 2 052 | 3 331 |

| 1970* | 1979* | 1989* | 2002* | 2010* | 2011  | 2012  | 2013  |
| ----- | ----- | ----- | ----- | ----- | ----- | ----- | ----- |
| 3 633 | 4 325 | 5 080 | 5 484 | 5 582 | 5 592 | 5 661 | 5 709 |

| 2014  | 2015  | 2016  | 2021* | - | - | - | - |
| ----- | ----- | ----- | ----- | - | - | - | - |
| 5 625 | 5 701 | 5 715 | 5 250 | - | - | - | - |

En 2002, sur les 5 484 habitants, il y avait 86 % de Russes.